# Euplexia attenuata
Euplexia attenuata là một loài bướm đêm trong họ Noctuidae.